# Michael W. Smith
Michael Whitaker Smith (Kenova, Nyugat-Virginia, 1957. október 7. –) amerikai énekes, zeneszerző és billentyűs. Gyakori beceneve: "Smitty".
Első szólóalbuma, a Project (1983) óta Smith a világ egyik legnépszerűbb kortárs keresztény zenésze („Contemporary Christian Music” – CCM). Smith gyakran szerepelt a keresztény rádiók és a Billboard magazin toplistáinak élén. A legjobb billentyűsök között tartják számon. Több mint 10 millió lemezt adott el, 2005-ig 10 arany- és 3 platinalemeze volt, valamint három Grammy-díjjal is büszkélkedhet.
Miután elvégezte a középiskolát, problémái voltak az alkohollal és a kábítószerrel. Ennek ellenére elvégzett pár évet a főiskolából, és fejlesztette dalszerzői képességeit: különböző helyi együttesekkel dolgozott. 1979 októberében azonban érzelmi és mentális megpróbáltatásokat élt át. Ekkor döntött úgy, hogy visszatér a keresztény hithez. Felszámolta a problémákat az életében, majd a Higher Ground nevű keresztény zenekarhoz csatlakozott.
1981-ben Michael a Meadowgreen Music-hoz szerződött dalszerzőnek. Számos sikeres gospel dalt írt olyan előadóknak, mint Sandi Patty, Kathy Troccoli, Bill Gaither vagy Amy Grant. A következő évben Smith részt vett Amy Grant Age to Age nevű turnéján. 1983-ban megszületett a Michael W. Smith Project a Reunion Records gondozásában. Ezt a lemezt már Grammy-díjra jelölték. Az album tartalmazta a Friends című sikerdalt, melyet feleségével, Deborah-val együtt írt.
Smith második albuma 1984-ben jelent meg, majd saját turnékba kezdett. 1986-os The Big Picture című lemezét a híres producerrel, Johnny Potokerrel  készítette. Ennek a stílusa kicsit a rock irányába indult el. Miután elkészítette I 2 eye (1988) című albumát, csatlakozott Amy Grant "Lead Me On World Tour" turnéjához, majd a következő évben kiadta első karácsonyi lemezét.
Az 1990-es években jött a többi siker: Go West Young Man (1990), Change Your World (1992), I'll Lead You Home (1995), Live The Life (1998). 1993-ban jelent meg a First Decade ami egy válogatás az előző 10 év számaiból. 1998-ban jelent meg második karácsonyi albuma is, Christmastime címmel. 1999-es This Is Your Time című albuma elkészítésében szerepet játszott a Columbine középiskolában történt mészárlás miatti döbbenet.
1996-ban Smith megalapította saját kiadóját, a Rocketown Records-ot.
Majdnem minden Smith-album tartalmazott legalább egy instrumentális számot, 2000-ben azonban egy teljesen instrumentális lemezt adott ki, Freedom címmel. Következő évben jött a Worship című dicséretalbum, amit a Worship Again követett. A Worship Again koncertfelvétel megjelent DVD-n is 2002-ben, és azonnal a Billboard video toplistája élére ugrott.
Két évtized zenélés után 2003-ban Smith megnyerte a Dove Award-ot „Az év férfi énekese” kategóriában. Ugyancsak 2003-ban megjelent a Second Decade, ami ismét egy válogatás volt.
A 2001. szeptember 11-ei terrortámadás emlékére írta meg „There She Stands” című dalát, talán leghíresebb rajongója, George W. Bush felkérésére. Ezt a dalt 2004-ben a Republikánus Párt gyűlésén mutatta be élőben. A dal felvezetőjében elmondta, hogy 2001 októberében személyesen találkozott az elnökkel az Ovális Irodában, ekkor kérte meg őt a dal megírására.
Smith 18. albuma, a Healing Rain 2004-ben jelent meg. Ötvözi a pop hangzást az előző két album dicsőítő jellegével. A címadó dalból videóklip készült.
Smith színészként is kipróbálta magát. A Her Hidden Truth (1995) című filmben mellékszerepet játszott, de a The Second Chance-ben (2005) már főszerepet kapott.
A film két nagyvárosi lelkipásztorról és teljesen különböző világukról szól. Ethan (MWS) egy Nashville-i óriásgyülekezetben a zenei szolgálatot vezeti, Jake (Jeff Obafemi Carr) pedig egy afro-amerikai lelkész, aki bűnözők és drogosok felé szolgál a nagyvárosi gettóban. A két férfinak együtt kell szolgálnia, és le kell győzniük előítéleteiket, melyek megosztják őket. A filmet Steve Taylor rendezte, 2006-ban mutatták be az Egyesült Államokban.
A 19. album 2006-ban jelent meg Stand címmel. A CD legfontosabb üzenete a keresztények közötti összefogást szükségessége. A legújabb CD egy újabb karácsonyi alkotás (It's a Wonderful Christmas). Ez 2007 októberében jelent meg.
2008-ban a Worship és Worship Again sikere után újabb dicsőítő albumot adott ki New Hallelujah címmel. Ezt Houstonban vették fel a Lakewood gyülekezetben 12 000 ember előtt, 2009-ben pedig egy DVD is megjelent belőle.
2010-ben jelent meg  a Wonder című album. Stúdióalbum, de tematikában a dicsőítő vonalat követi inkább. 11 évvel az első instrumentális album után, 2011-ben megjelent Michael W. Smith 2. istruentális albuma Glory  címmel. 2012-ben megjelent a Decades of Worship című album, amely a korábbi dicsőítőítőalbumok( Worship, Worship again, New hallelujah) legjobb dalaiból egy összeállítás.

## Albumok
- Decades of Worship (2012)
- Glory (2011)
- Wonder (2010)
- A New Hallelujah (2008)
- It's a Wonderful Christmas (2007)
- The Stand (2006)
- Healing Rain (2004)
- The Second Decade (2003)
- Worship Again (2002)
- Worship (2001)
- Freedom (2000)
- This Is Your Time (1999)
- Christmastime (1998)
- Live the Life (1998)
- I'll Lead You Home (1995)
- The Wonder Years (1993)
- The First Decade (1993)
- Change Your World (1992)
- Go West Young Man (1990)
- Christmas (1989)
- i2(eye) (1988)
- The Live Set (1987)
- The Big Picture (1986)
- Michael W. Smith 2 (1984)
- Project (1983)